# 와지르

오스만 대비지에르의 인장

와지르(/ˈvɪziər/; 아랍어: وزير, 페르시아어: وزیر 바지르)는 근동 지역의 고위 정치 고문 또는 장관이다. 아바스 칼리파들은 이전에 카티브(비서)이라고 불렸던 장관에게 와지르라는 직함을 부여했는데, 처음에는 단순한 부관직에 불과했지만 이후 사산 왕조의 다피르(공식 서기 또는 비서)의 대표이자 후계직이 되었다.
현대에 이 용어는 중동과 그 밖의 많은 지역에서 정부 장관을 지칭하는 용어로 사용되고 있다.